# Faszikel (Botanik)

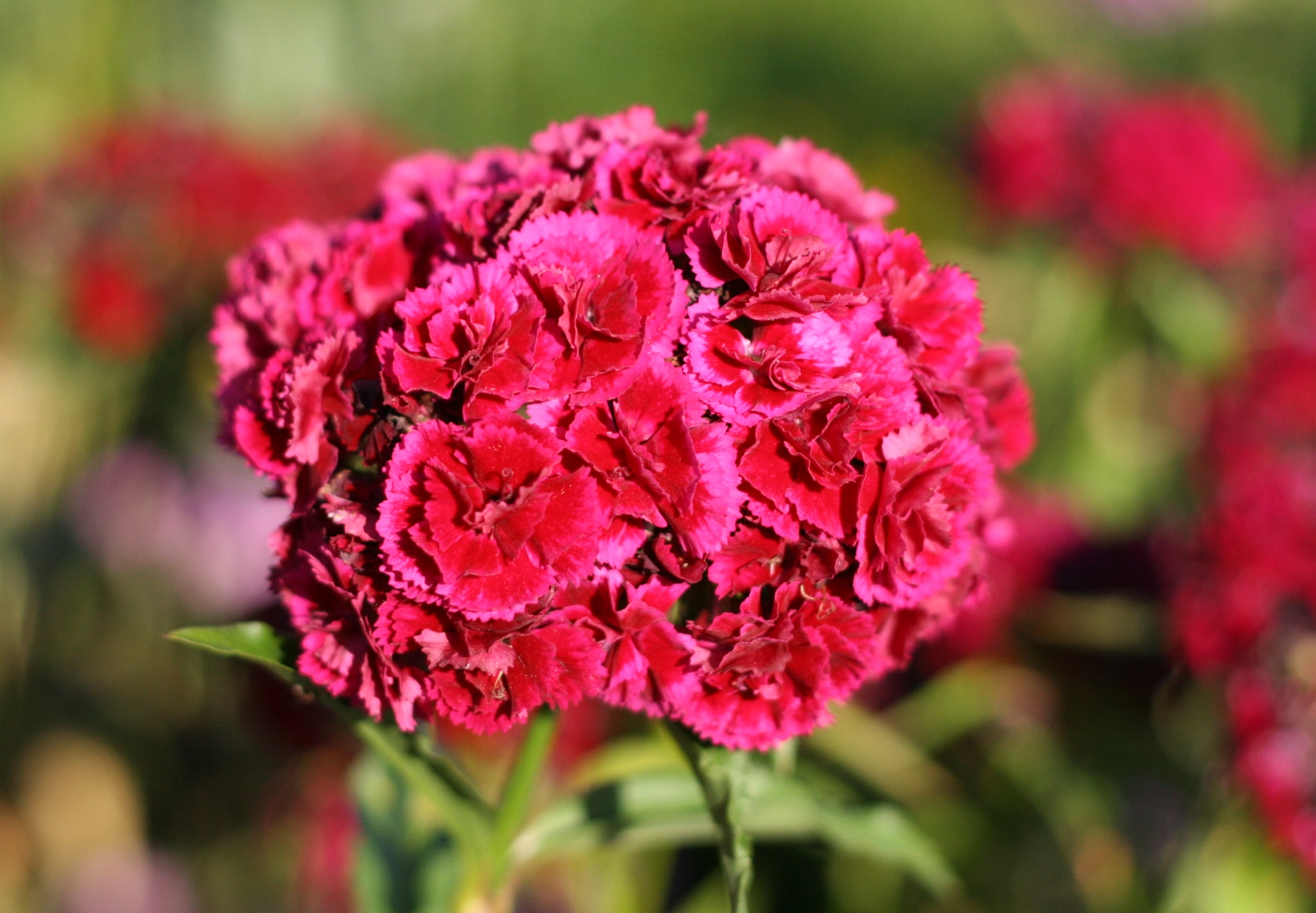
Der Blütenstand der Bartnelke (Dianthus barbatus) wurde von Carl von Linné als Faszikel beschrieben

Als Faszikel (von lat. fasciculus „kleines Bündel, Päckchen“) wird gelegentlich ein Blütenstand bezeichnet, bei dem mehrere Blüten an etwa gleich langen Blütenständen dicht zusammenstehen. Dabei handelt es sich um eine Beschreibung, die sich ausschließlich auf die äußere Erscheinung des Blütenstands bezieht, aber nicht mit einem bestimmten morphologischen Aufbau verknüpft ist. Es handelt sich also nicht um einen Blütenstandstyp im eigentlichen Sinne.